# Gymnoleon rhodesicus
Gymnoleon rhodesicus är en insektsart som beskrevs av Navás 1913. Gymnoleon rhodesicus ingår i släktet Gymnoleon och familjen myrlejonsländor. Inga underarter finns listade i Catalogue of Life.